# Mario Monticelli
Mario Monticelli (ur. 16 marca 1902 w Wenecji, zm. 30 czerwca 1995 w Mediolanie) – włoski szachista.

## Kariera szachowa
Od połowy lat 20. do końca lat 30. XX wieku należał do ścisłej czołówki włoskich szachistów. Pomiędzy 1927 a 1935 r. pięciokrotnie uczestniczył w szachowych olimpiadach. Trzykrotnie (Florencja 1929, Mediolan 1934, Rzym 1939) zdobył tytuły indywidualnego mistrza Włoch, był również (Florencja 1936) wicemistrzem kraju.
Do największych międzynarodowych sukcesów Mario Monticelliego należały dz. I-II m. w Budapeszcie (1926, wspólnie z Ernstem Grünfeldem), dz. IV-V m. w Barcelonie (1929, za José Raúlem Capablanką, Ksawerym Tartakowerem i Edgardem Colle, wspólnie z Ramónem Reyem Ardidem) oraz I m. (1933) i dz. I-II m. w Mediolanie (1938, wspólnie z Erichem Eliskasesem). W 1930 r. uczestniczył w bardzo silnie obsadzonym turnieju w San Remo, zajął w nim jedno z ostatnich miejsc (XIV), ale otrzymał specjalną nagrodę za najpiękniejszą partię, w której zwyciężył Jefima Bogoljubowa. W turniejach startował do późnej starości, m.in. w 1974 r. zajął IV m. w Wenecji.
W 1950 r. Międzynarodowa Federacja Szachowa przyznała mu tytuł mistrza międzynarodowego, natomiast w 1985 r. otrzymał honorowy tytuł arcymistrza za wyniki osiągnięte w przeszłości. Według retrospektywnego systemu rankingowego Chessmetrics najwyższą punktację osiągnął w sierpniu 1926 r., z wynikiem 2618 punktów zajmował wówczas 19. miejsce na świecie.